# Хольст, Максимилиан
Максимилиан Хольст (нем. Maximilian Holst; род. 23 июня 1989, Зигбург, Северный Рейн-Вестфалия) — немецкий гандболист, играющий на позиции левого крайнего и выступающий за клуб ГК Вецлар.

## Карьера

#### Клубная
Максимилиан Хольст выпускник клуба Байер Домраген. В 2007 году Максимилиан Хольст начал свою профессиональную карьеру в клубе Райнланд, где выступал 4 сезона. В 2011 году Максимилиан перешёл в Грошвальштадт. По итогам сезона 2012/13, Грошвальштадт вылетел в низшую лигу. В 2014 году Максимилиан Хольст перешёл в ГК Вецлар.

#### Сборная
Максимилиан Хольст провёл 1 матч в составе сборной Германии

## Статистика
Статистика Максимилиан Хольст.
Статистика Максимилиана Хольста в сезоне 2019/20, указано на 26.1.2020.
| Сезон        | Клуб      | Лига       | Матчи | Голы | 7-метр | Голы |
| ------------ | --------- | ---------- | ----- | ---- | ------ | ---- |
| 2014/15      | ГК Вецлар | Бундеслига | 4     | 5    | 2      | 3    |
| 2015/16      | ГК Вецлар | Бундеслига | 32    | 202  | 104    | 98   |
| 2016/17      | ГК Вецлар | Бундеслига | 0     | 0    | 0      | 0    |
| 2017/18      | ГК Вецлар | Бундеслига | 32    | 140  | 88     | 52   |
| 2018/19      | ГК Вецлар | Бундеслига | 34    | 160  | 108    | 52   |
| 2019/20      | ГК Вецлар | Бундеслига | 20    | 87   | 65     | 22   |
| 2014—по н.в. | Итого     | Бундеслига | 122   | 594  | 367    | 227  |